# Problemos
Pour plus de détails, voir Fiche technique et Distribution.
Problemos est une comédie française réalisée par Éric Judor, sortie en 2017.

## Synopsis
Les vacances terminées, Victor et sa compagne Jeanne rentrent à Paris. Sur le chemin, ils s'arrêtent pour rendre visite à leur ami Jean-Paul, qui habite dans une communauté de babas cools occupant une zone à défendre et qui milite contre la construction d'un parc aquatique.
Séduits par leur mode de vie et leur façon de résister contre la technologie et la société industrielle modernes, ils décident de rester quelques jours avec eux. Un matin, ils découvrent que les gendarmes, qui encadraient la communauté, ont disparu, comme la population extérieure, décimée par une pandémie, faisant d'eux les derniers survivants sur Terre.

## Fiche technique
- Titre : Problemos
- Réalisation : Éric Judor
- Scénario : Noé Debré et Blanche Gardin
- Musique : Ludovic Bource
- Montage : Jean-Denis Buré
- Photographie : Vincent Muller
- Décors : Arnaud Roth
- Costumes : Aline Dupays
- Producteur : Matthieu Tarot
- Production : Albertine Productions
- Distribution : Studiocanal
- Pays :  France
- Durée : 85 minutes
- Dates de sortie :
  - France : 10 mai 2017

## Distribution
- Éric Judor : Victor
- Blanche Gardin : Gaya
- Youssef Hajdi : Simon
- Bun Hay Mean : Claude
- Dorothée Pousséo : Philippine
- Marc Fraize : Patrice ou Patrick
- Arnaud Henriet : François
- Eddy Leduc : Dylan
- Claire Chust : Maéva
- Loyot Marvin : Jean
- Célia Rosich : Jeanne
- Marie Helmer : Margaux
- Michel Nabokoff : Jean-Paul
- Karine Valmer : Corinne
- Blandine Ruiz : la femme de Patrice
- Zakaria Benyahya : l'enfant

## Production

### Tournage

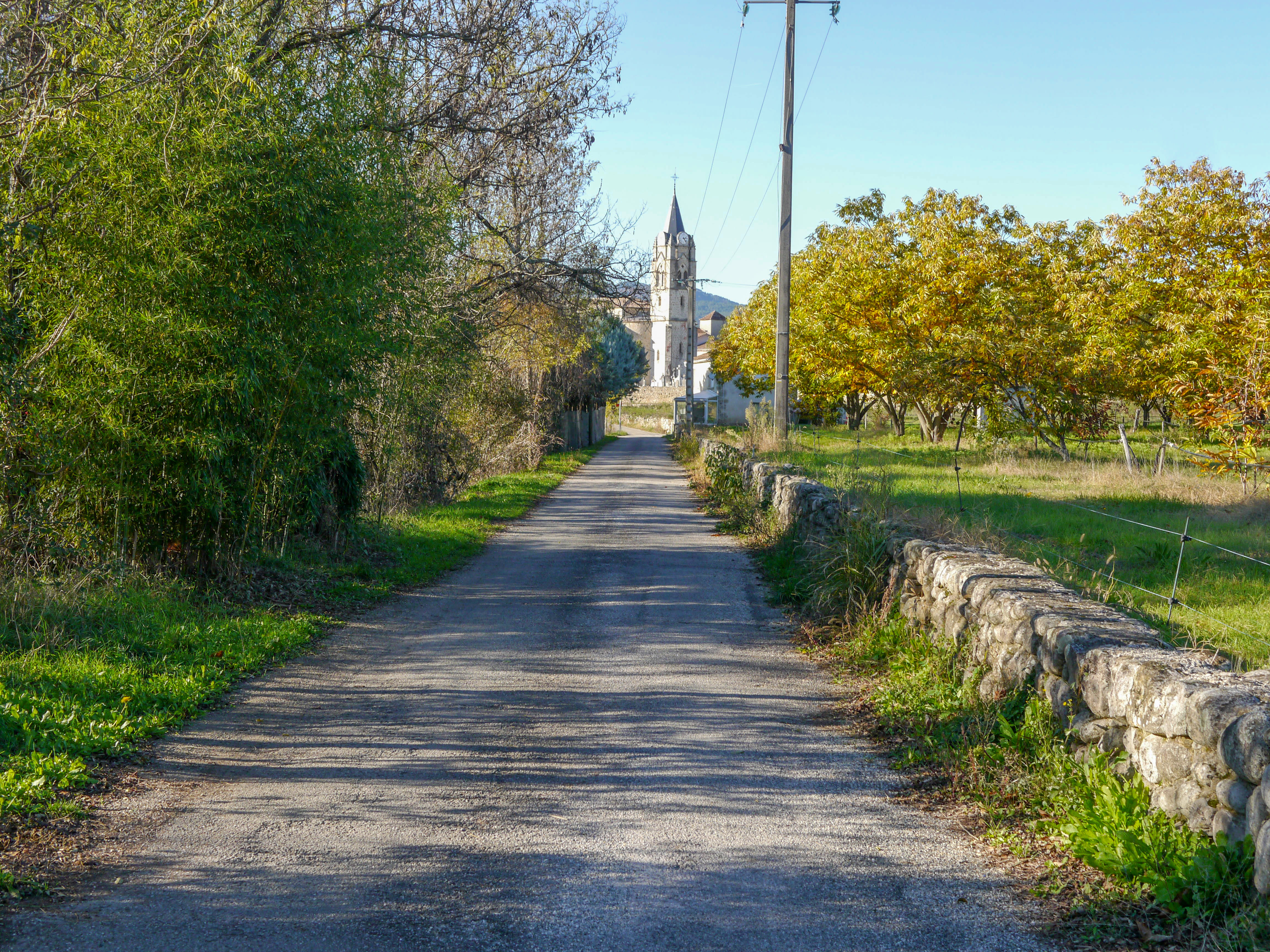
Un des lieux de tournage, avec vue sur le clocher de l'église.

Le film a été entièrement tourné sur les communes de Rosières et Joyeuse en Ardèche, en juin et juillet 2016.

## Accueil

### Réception critique
Le site français d'actualité écologiste Reporterre remarque que Problemos est la « première œuvre de cinéma grand public à parler de la ZAD » mais où « le seul truc fidèle à la réalité, c’est le fait que les zadistes veulent construire autre chose, […] mais les idées [du film] ne tiennent pas la route. »
Pour Jérémie Couston, dans Télérama, Éric Judor « signe une fable drôle et régressive. »
Isabelle Marchandier, de Causeur, estime que Problemos est une « satire réjouissante de l’utopie écologiste et hippie. »
Pour Jacky Goldberg, des Inrockuptibles, Problemos est une « comédie un peu bordélique dans laquelle Éric Judor pointe sans mépris les ridicules observables dans les ZAD et autres Nuit debout. »
Pour Vincent Ostria de L'Humanité, le film est « une comédie potache qui, malgré quelques dialogues et situations drôles, reste laborieuse. »

### Box-office
Selon le box-office d'Allociné, le film a réalisé 192 758 entrées.

### Suite
En juin 2024, Eric Judor annonce via les réseaux sociaux l'écriture de Problemos 2, sans annoncer de date de sortie .

## Autour du film
- Dorothée Pousséo était enceinte lors du tournage du film.